# Sten-Börje Nilsson
Sten Börje (Sten-Börje) Roland Nilsson, född 18 augusti 1921 i Sölvesborgs församling i Blekinge län, död 21 september 2013 i Oscars församling i Stockholm, var en svensk militär.

## Biografi
Nilsson avlade studentexamen vid Katedralskolan i Lund 1942. Han avlade sjöofficersexamen vid Kungliga Sjökrigsskolan 1945 och utnämndes samma år till fänrik i flottan, varefter han befordrades till löjtnant 1947. Han studerade vid Flottans sjömansskola 1947, var kadettofficer vid Sjökrigsskolan 1949–1952, var lärare i sjökrigskonst, eldledningsteknik och vapenteknik vid Sjökrigsskolan 1951–1957 och gick Artillerikursen vid Kungliga Sjökrigshögskolan 1953–1955. Han tjänstgjorde vid Marinförvaltningen 1956–1961 och befordrades till kapten 1957. Åren 1961–1963 tjänstgjorde han som sekond på jagaren Småland. År 1963 befordrades han till kommendörkapten av andra graden, varefter han var lärare vid Militärhögskolan 1963–1967 och befordrades till kommendörkapten av första graden 1965. Han var avdelningsdirektör vid Försvarets förvaltningsdirektion 1967–1968 och var huvudsekreterare i 1968 års materielanskaffningsutredning. Åren 1968–1981 tjänstgjorde han vid Försvarets materielverk: först som avdelningsdirektör 1968–1970 och efter befordran till kommendör av första graden 1970 var han chef för Vapenavdelningen i Huvudavdelningen för marinmateriel 1970–1981.
Sten-Börje Nilsson invaldes 1963 som ledamot av Kungliga Örlogsmannasällskapet och 1972 som ledamot av Kungliga Krigsvetenskapsakademien.